# Analitička psihologija
Analitička (kompleksna ili dubinska) psihologija, koju je elaborirao švicarski analitičar Carl Gustav Jung je jedna psihološka teorija, ali i metodologija kojom istražujemo dinamičke i psihološke strukture čovjekova ponašanja.
Jungovo udaljavanje od oca psihoanalize Freuda nije izraženo samo u poznatom odbacivanju teorije Erosa (preformuliranjem Freudove svojevrsne teorijske dogme o libidu, tumačeći da libido nije samo seksualna energija, nego je psihička energija u cjelini),  već ponajviše u njegovoj konstruktivnoj terapijskoj metodologiji koja uključuje individuu, a koja za razliku od Freuda,  za čovjeka traži jedan mogući viši smisao od proste redukcije na seksualnost.

## Psihološke determinante čovjekova ponašanja

### Opća fenomenologija
Pod opću fenomenologiju Jung je predstavio pet glavnih grupa instinktivnih faktora: glad, seksualnost, aktivnost, refleksija i stvaralački faktor (s položajem volje definiranim nesumnjivo dinamičkog porijekla, kao i nagoni, ali spornim zbog filozofskih implikacija ili oprečnih premisa pogleda na svijet) i šest modaliteta psihičkih funkcija koji determiniraju čovjekovo ponašanje. Modaliteti izražavaju zavisnost o spolu, dobu i nasljednim dispozicijama, nadalje o ekstraverziji i introverziji koji daju pravac psihičkim zbivanjima, o tkz. smjeru prema gore i dolje, odnosno o modalitetu duhovnog i materijalnog.

### Specijalna fenomenologija
U specijalnoj fenomenologiji je razložio fenomen psihičke cjepljivosti, s kojom se kao psihijatar jasno susretao unutar psihopatologije. Cjepljivost znači da se dijelovi psihe odvajaju od svijesti u takvoj mjeri da se ovi ne pojavljuju samo kao strani, već istovremeno vode i autonomni, vlastiti život. Pri tom ne mora se uvijek raditi o podvojenim, histeričnim ili shizofrenim alternacijama ličnosti, već samo o kompleksima u okvirima normalnog. Stoga je u osnovi uzev definirao cjepljivost kao normalan fenomen. 
Arhetipske figure koje se personificirano javljaju u području religijskih i umjetničkih fenomena, Jung je sažeo pod pojam kolektivno nesvjesno. Arhetipovi kolektivno nesvjesnog, kao dakle red veličine od svjesnog odcijepljenih faktora, djeluju na čovjekovo ponašanje i igraju značajnu ulogu u njegovu životu. Samim tim oni, pored što su tipične religiozne slike (duša (Anima), duh (Animus), Sotona (Sjenka), Bog (Jastvo)) ili izražena slojevitost u umjetničkim djelima (npr. sveta pisma) u osnovi su i dinamički predlošci, odnosno instinkti koji se aktiviraju u tipiziranim životnim situacijama. Po Jungu arhetipske slike predstavljaju smisao nagona. Na virtualnoj psihičkoj skali nagone je postavio u infracrveno područje psihe, a arhetip u ultraljubičasto, kao dvije krajnje odvojene psihotične suprotnosti čije je ishodište u objektu, ili kao psihificirane datosti čiji je izvor izvan psihičkog porijekla. Arhetip je zapravo nagon na jednom višem nivou biokemijskih treptaja, u rasponu kojih postoji fenomen psihičke reflektivne svijesti.
Jungova definicija - «Cjepljivost s jedne strane znači raščlanjivanje u mnoštvo strukturalnih jedinca, s druge poželjnu mogućnost diferencijacije, odnosno izdvajanja izvjesnih strukturnih dijelova koji se onda vježbaju pomoću voljne koncentracije i time dovode do najvećeg mogućeg razvitka» - zapravo je baza individuacijskog procesa unutar specijalne fenomenologije, pri čemu se individua razračunava sa psihologijom kolektivno nesvjesnog, s krajnjom terapijskom svrhom iskazanom u razumijevanju smisla vlastite egzistencije. 
Specijalna fenemenologija s jedne strane diferencira psihičko od nagonskih sfera, odnosno kopirajućih ponašanja, a s druge od sugestibilnog nametanja arhetipskih slika. Uvođenjem hipoteze o Osobnosti (Selbst, Jastvo, Vlastitost) kao virtualne konstitucije krajnjeg smisla ne samo pojedinog čovjeka već i čitave nadopunjavajuće grupe, odnosno faktora koji kompenzira svijest o vlastitom ja, analitičku psihologiju stavlja korak izvan klasične nauke.
Specijalna fenomenologija se može sažeti u Jungovoj rečenici da je psiha početak i kraj svake spoznaje, psiha nije samo objekt njene nauke već i njen subjekt. Psiha je svjesno-nesvjesna cjelina. Iz te cjeline, odnosno duše, potiču apsolutno sva čovjekova iskustva, a njoj se u krajnjoj liniji vraćaju sva stečena saznanja.